# Audra McDonald
Audra McDonald (Berlim Ocidental, 3 de julho de 1970) é uma atriz e cantora estadunidense nascida na Alemanha. Conhecida principalmente por seu trabalho nos palcos da Broadway, McDonald se tornou a única mulher que ganhou o Tony Awards em todas as quatro categorias de atuação.
Em 2016, ela foi premiada com a Medalha Nacional das Artes pelo presidente Barack Obama. Em 2017 foi introduzida no American Theater Hall of Fame.

## Filmografia

### Cinema
| Ano  | Título                         | Pepel                            |
| ---- | ------------------------------ | -------------------------------- |
| 1996 | Seven Servants                 | cantora de ópera                 |
| 1998 | A Razão do Meu Afeto           | Cantora de casamento             |
| 1999 | O Poder Vai Dançar             | Blitzstein – "Joe Worker" Singer |
| 1999 | Annie                          | Grace                            |
| 2003 | Acontece nas Melhores Famílias | Sarah Langley                    |
| 2004 | O Melhor Ladrão do Mundo       | Ruth                             |
| 2011 | Um Tira Acima da Lei           | Sarah                            |
| 2015 | Ricki and the Flash            | Maureen                          |
| 2017 | A Bela e a Fera                | Madame de Garderobe              |
| 2017 | Hello Again                    | Sally (a atriz)                  |

### Televisão
| Ano     | Título                                                                   | Papel                      | Nota(s) |
| ------- | ------------------------------------------------------------------------ | -------------------------- | --- |
| 1999    | Annie                                                                    | Miss Grace Farrell         | Telefilme |
| 1999    | Homicide: Life on the Street                                             | Teresa Giardello           | episódio: "Forgive Us Our Trespasses" |
| 1999    | Having Our Say: The Delany Sisters' First 100 Years                      | Bessie in her 20s          | Telefilme |
| 2000    | Law & Order: Special Victims Unit                                        | Audrey Jackson             | 2 episódios |
| 2000    | The Last Debate                                                          | Barbara Manning            | Telefilme |
| 2001    | Wit                                                                      | Susie Monahan              | Indicada—Emmy do Primetime de melhor atriz coadjuvante em minissérie ou telefilme |
| 2003    | Mister Sterling                                                          | Jackie Brock               | 9 episódios |
| 2003    | Partners and Crime                                                       | desconhecido               | Telefilme |
| 2003    | Tea Time with Roy & Sylvia                                               | Sylvia                     | curta-metragem |
| 2005    | Passion: Live From Lincoln Center                                        | Clara                      | Especial de TV |
| 2006    | The Bedford Diaries                                                      | Professora Carla Bonatelle | 8 episódios |
| 2006–07 | Kidnapped                                                                | Jackie Hayes               | 3 episódios |
| 2007–13 | Private Practice                                                         | Dr. Naomi Bennett          | 77 episódios Indicada—NAACP Image Award de Melhor Atriz Coadjuvante em Série Dramática (2008–2010)                                                                                              |
| 2009    | Grey's Anatomy                                                           | Dr. Naomi Bennett          | episódio: "Before and After" |
| 2007    | Great Performances                                                       | Jenny Smith                | episódio: Rise and Fall of the City of Mahagonny |
| 2008    | O Sol Tornará a Brilhar                                                  | Ruth Younger               | Telefilme Indicada—NAACP Image Award de Melhor Atriz em Filme para Televisão, Minissérie ou Especial de Drama Indicada—Emmy do Primetime de melhor atriz coadjuvante em minissérie ou telefilme |
| 2009    | She Got Problems                                                         | Ela mesma                  | curta-metragem |
| 2012–13 | Sesame Street                                                            | Chicken                    | 3 episódios |
| 2013    | The Good Wife                                                            | Liz Lawrence               | episódio: "Runnin' with the Devil" |
| 2013    | The Sound of Music Live!                                                 | Mother Abbess              | Transmissão ao vivo |
| 2013    | Audra McDonald: Go Back Home                                             | Self                       | Concerto especial |
| 2013    | It Could Be Worse                                                        | Sharon                     | episódio: "Starring Veronica Bailey" |
| 2013    | The Ordained                                                             | Anthea                     | Telefilme |
| 2014    | Submissions Only                                                         | Tracy                      | 1 episódio |
| 2014    | Sweeney Todd: The Demon Barber of Fleet Street: Live from Lincoln Center | Lucy, a mulher mendigo     | |
| 2016    | Lady Day at Emerson's Bar and Grill                                      | Billie Holiday             | Indicada—Emmy do Primetime de melhor atriz em minissérie ou telefilme |
| 2018    | The Good Fight                                                           | Liz Lawrence               | |
| 2018    | RuPaul's Drag Race                                                       | Ela mesma (juri)           | 1 episódio (temporada 10) |